# Allocosa sangtoda
Allocosa sangtoda är en spindelart som beskrevs av Roewer 1960. Allocosa sangtoda ingår i släktet Allocosa och familjen vargspindlar.
Artens utbredningsområde är Afghanistan. Inga underarter finns listade i Catalogue of Life.